# Nefertiti-Piercing
Das Nefertiti-Piercing ist ein Intimpiercing bei Frauen. Es verläuft durch die Klitorisvorhaut und den Venushügel.

## Geschichte
Das Piercing wurde Ende der 1990er Jahre von dem Piercer Shane Munce als Verbesserung des riskanteren Isabella-Piercings entwickelt. Es stellt somit ein recht junges Piercing dar und ist weniger verbreitet als das häufigere Klitorisvorhautpiercing oder das Christina-Piercing.

## Bezeichnung
Das Piercing ist nach der ägyptischen Königin Nofretete benannt, welche im englischen Sprachraum als Nefertiti bekannt ist. Durch die Benennung sollten die ästhetischen Vorzüge des Piercings unterstrichen werden, da Nofretete als außergewöhnlich schön galt.

## Position

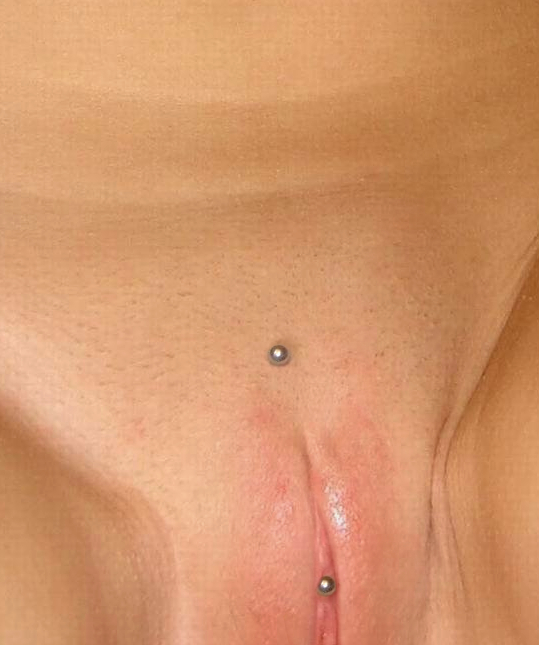
Das Nefertiti-Piercing verläuft unterhalb der Klitorisvorhaut bis zum Venushügel

Das obere Ende befindet sich ähnlich dem Christina-Piercing auf dem Venushügel, das untere knapp oberhalb der Klitoris unter der Klitorisvorhaut. Es kann somit als Kombination aus vertikalem Klitorisvorhautpiercing und Christina-Piercing betrachtet werden.

## Schmuck
Als Schmuck empfiehlt sich ein biegsamer Stift aus PTFE. Bei einem kürzeren Stichkanal kann unter Umständen später ein Barbell verwendet werden, als Erstschmuck ist er jedoch ungeeignet.

## Vergleich zu ähnlichen Piercings
Das Nefertiti-Piercing gilt als Alternative zum Klitorisvorhaut- und Christina-Piercing: Es bietet die Stimulanz und sexuellen Vorzüge eines Klitorisvorhautpiercings, besitzt jedoch einen zusätzlichen ästhetischen Reiz durch die höher liegende Austrittsstelle (im Gegensatz zu den meisten anderen weiblichen Intimpiercings ist das Nefertiti auch im „Normalzustand“ sichtbar). Gegenüber dem Christina-Piercing hat es den Vorteil, dass es weniger stark zum Migrieren, d. h. zum Herauswachsen, neigt.
Das Nefertiti-Piercing hat eine im Vergleich zu den meisten anderen Intimpiercings recht lange Heildauer von mehreren Monaten und benötigt durch den langen Stichkanal während des Heilprozesses zuverlässige Pflege.
Wie beim Christina-Piercing besteht das Problem, dass das Piercing bei der Intimrasur stören kann. Andere Formen der Enthaarung, zum Beispiel mit Brazilian Waxing oder Halawa, können jedoch in Erwägung gezogen oder die Haare direkt am Piercing mit einer Pinzette beseitigt werden.